# Table des caractères Unicode/UA4D0
Cette page contient des caractères spéciaux ou non latins. S’ils s’affichent mal (▯, ?, etc.), consultez la page d’aide Unicode.
Table des caractères Unicode U+A4D0 à U+A4FF.

## Lissou (ou lisu, Fraser)(Unicode 5.2)
Caractères utilisés pour l'écriture avec l’alphabet lissou, appelé aussi « alphabet de Fraser », utilisée pour la langue lissou (ou lisu) et adaptée pour le naxi.
L'alphabet (monocaméral) comprend 30 consonnes et dix voyelles. Les consonnes occlusives et aspirées ne se distinguent que par leur rotation à 180 degrés. Toutefois la dernière lettre gha a été ajoutée et ne respecte pas ce principe (car sa rotation à 180 degrés est utilisée pour la première consonne ba qui, contrairement à la consonne pa, n'a pas de correspondance aspirée).
Les six tons distinctifs ne sont notés ni avec des signes diacritiques (comme le font les romanisations de langues chinoises), ni avec des symboles spéciaux (pour certaines notations phonétiques), mais avec des caractères inspirés des ponctuations latines. Deux autres signes de ponctuation doivent alors remplacer les ponctuations communes pour la virgule et le point.

### Table des caractères
| en fr  | 0 | 1 | 2 | 3 | 4 | 5 | 6 | 7 | 8 | 9 | A | B | C | D | E | F |
| ------ | - | - | - | - | - | - | - | - | - | - | - | - | - | - | - | - |
| U+A4D0 | ꓐ | ꓑ | ꓒ | ꓓ | ꓔ | ꓕ | ꓖ | ꓗ | ꓘ | ꓙ | ꓚ | ꓛ | ꓜ | ꓝ | ꓞ | ꓟ |
| U+A4E0 | ꓠ | ꓡ | ꓢ | ꓣ | ꓤ | ꓥ | ꓦ | ꓧ | ꓨ | ꓩ | ꓪ | ꓫ | ꓬ | ꓭ | ꓮ | ꓯ |
| U+A4F0 | ꓰ | ꓱ | ꓲ | ꓳ | ꓴ | ꓵ | ꓶ | ꓷ | ꓸ | ꓹ | ꓺ | ꓻ | ꓼ | ꓽ | ꓾ | ꓿ |